# Février 2021
Février 2021 est le deuxième mois de l'année 2021. C'est un mois parfait.

## Événements
En février 2021, l'Amérique du Nord a connu une vague de froid d'une intensité remarquable, assortie de nombreux records de températures et de chutes de neige.
- 1er février : un coup d'État militaire renverse le gouvernement d'Aung San Suu Kyi en Birmanie.
- 3 février : l'ancien président de la Banque centrale européenne Mario Draghi est chargé de former le nouveau gouvernement italien, une semaine après la démission de Giuseppe Conte.
- 7 février :
  - élections législatives et élection présidentielle en Équateur ;
  - élections législatives au Liechtenstein ;
  - en Inde, la vidange brutale de lac glaciaire de l'Uttarakhand provoque une inondation qui fait près de 200 disparus.
  - Super Bowl LV aux États-Unis.
- 9 février :
  - cinq pays (Palaos, États fédérés de Micronésie, Îles Marshall, Kiribati, Nauru) quittent le Forum des îles du Pacifique à cause d'un différend sur le choix du nouveau secrétaire général[1] ;
  - la sonde Al-Amal de l'Agence spatiale émiratie réussit à se placer en orbite de Mars[2], la sonde chinoise Tianwen-1 atteint le lendemain.
- 12 février : aux États-Unis la seconde procédure de destitution de Donald Trump pour « incitation à l'insurrection » se déroule devant le Sénat au Capitole, Donald Trump est finalement acquitté le 13 février suivant, 57 sénateurs ayant voté pour la culpabilité, et 43 contre, alors que 67 voix étaient nécessaires[3].
- 13 février : le gouvernement de large entente de l'ancien président de la Banque centrale européenne Mario Draghi entre en fonction en Italie.
- 14 février :
  - élections législatives au Kosovo, le parti d'opposition Autodétermination mené par Albin Kurti arrive largement en tête ;
  - élections au Parlement de Catalogne.
- 15 février :
  - En Turquie le ministère de l'Intérieur annonce l'arrestation de 718 personnes, dont des dirigeants du parti pro-kurde HDP, soupçonnées de liens avec le Parti des travailleurs du Kurdistan qu'Ankara accuse d'avoir exécuté des ressortissants en Irak ; le président Erdogan, quant à lui, accuse les États-Unis de soutenir les « terroristes » kurdes ;
  - En Irak, attaques d'Erbil.
- 17 février :
  - au Nigeria, 42 personnes, dont 27 élèves, sont enlevées par des hommes armés, le chef de l’État, Muhammadu Buhari, a ordonné une opération pour leur sauvetage, deux mois après le rapt de 344 adolescents dans une région voisine, en provoquant un émoi mondial.
  - dans le nord du Brésil, Aruká, dernier membre masculin du peuple indigène du Brésil des Jumas, déjà proche de l'extinction depuis une série de massacres menées par des milices payées par des entreprises qui voulaient exploiter leurs terres dans les années 1960, meurt du covid-19 ; ses trois filles sont les seules survivantes de la tribu[4].
- 18 février : la mission spatiale de la NASA Mars 2020, qui comprend l'astromobile Perseverance et l'hélicoptère Ingenuity, se pose avec succès sur Mars.
- 19 février :
  - élections législatives aux Îles Turques-et-Caïques ;
  - Porphyre, élu la veille, devient le 46e patriarche de l'Église orthodoxe serbe.
- 20 février : la Russie annonce avoir détecté le premier cas au monde de transmission à l'être humain de la souche H5N8 de la grippe aviaire, ajoutant avoir informé l'Organisation mondiale de la santé (OMS) de cette « découverte importante ».
- 21 février :
  - élection présidentielle au Niger (2e tour), un scrutin inédit dans l’histoire du pays, dans ce qui est considéré comme la première transition de pouvoir pacifique potentielle entre deux présidents élus, depuis l’indépendance en 1960. le président Mahamadou Issoufou ne se représentant pas après deux mandats, en accord avec la constitution, Le candidat du parti au pouvoir, Mohamed Bazoum, est élu avec 55,75% des voix, il devance l’opposant Mahamane Ousmane.
  - élections législatives au Laos.
  - en Algérie, le président Abdelmadjid Tebboune procède à un remaniement partiel de son gouvernement, mais sans changement d'équipe majeur. Il a également dissous l'Assemblée populaire nationale, la chambre basse du Parlement, ouvrant la voie à des élections législatives anticipées dans les six mois.
- 22 février : l’ambassadeur d’Italie à Kinshasa, Luca Attanasio, est tué avec son garde du corps italien et son chauffeur congolais lors d’une attaque armée, dans l’est de la République démocratique du Congo, lorsque le convoi du Programme alimentaire mondial où il se trouvait a été pris pour cible dans le Parc national des Virunga.
- 23 février :
  - les États-Unis et l'Union européenne ainsi que les pays du G7 annoncent des sanctions contre la junte militaire birmane qui a renversé le gouvernement civil d'Aung San Suu Kyi, promettant de prendre d'autres mesures si l'armée utilisait à nouveau la force contre des manifestants.
  - en Équateur, la police annonce que 79 prisonniers sont morts dans des mutineries[5] qui ont éclaté dans trois prisons du pays à Guayaquil (sud-ouest), Cuenca (sud) et Latacunga (sud)[6].
- 24 février :
  - en Afrique du Sud, la ville de Port Elizabeth est officiellement renommée Gqeberha, le nom en xhosa du fleuve côtier Baakens (en) qui traverse la ville. L'aéroport international de Port Elizabeth est également rebaptisé aéroport international Chief-Dawid-Stuurman, en l'honneur du militant anti-apartheid David Stuurman. Ces changements de nom font partie d'une campagne plus large visant à supprimer les noms de l'époque coloniale dans le Cap oriental, Le gouvernement sud-africain a assuré que d’autres villes majeures pourraient bientôt suivre cet exemple comme Le Cap, Durban, Brandfort et East London.
  - au Venezuela, le gouvernement de Nicolás Maduro déclare l'ambassadeur de l'Union européenne au Venezuela persona non grata et lui donne 72 heures pour quitter le pays à la suite de nouvelles sanctions de l'UE contre 19 responsables vénézuéliens.
- 26 février : 
  - Au Yémen, plus de soixante combattants ont été tués à Marib dans les affrontements entre rebelles et forces gouvernementales, la journée la plus sanglante depuis la reprise des combats dans cette région du nord du pays en guerre, selon des sources gouvernementales.
  - enlèvement de 317 filles dans une école secondaire située à Jangebe dans l'État de Zamfara au Nigeria.
- 28 février : 
  - élections législatives et élections municipales au Salvador.
  - la République dominicaine annonce qu'elle va cette année entamer la construction d'une clôture le long de ses 376 kilomètres de frontière avec Haïti afin de freiner l'immigration illégale et le commerce illicite avec ce pays, a déclaré le président dominicain, Luis Abinader[7].
  - 78e cérémonie des Golden Globes.

## Naissances
- 9 février : August Brooksbank (2021), fils de la princesse Eugenie d'York.